# Серватци, Векослав
Векослав Серватци (хорв. Vjekoslav Servatzy; 23 марта 1889, Рума — 17 июня 1945, Загреб) — хорватский офицер и политик-националист, член движения усташей, генерал армии Независимого государства Хорватии.

## Биография
Векослав Серватци — уроженец Воеводины (входившей тогда в состав Венгрии). Он был потомком хорватских граничаров. Векослав Серватци служил в армии Австро-Венгрии, участвовал в Первой мировой войне. Награждён был Золотой медалью «За храбрость» (нем. Goldene Tapferkeitsmedaille). После образования в 1918 г. Государства словенцев, хорватов и сербов и присоединения его к Сербскому королевству, Серватци неоднократно арестовывался как хорватский националист и сепаратист. После установления диктатуры 6 января он бежал из Югославии в Италию. Там он стал сооснователем движения усташей (УХРО) вместе с Анте Павеличем. В 1932 году Серватци стал одним из организаторов Велебитского восстания хорватских горцев (другими руководителями восстания были Джуро Рукавина, Андрия Артукович и маститый старец Марко Дошен). Вскоре повстанцы были разгромлены. Впоследствии это смелое, но неудачное восстание было воспето в хорватском фольклоре: 

U tom kliknu s Velebita vila: 

oj, Hrvatska, moja zemljo mila! 

iz daljine vitez sabljom maše 

i predvodi junačke ustaše...

В 1933 году Серватци стал, после ухода с этого поста Юре Францетича, начальником усташского военно-учебного лагеря «Янка-пуста» (Janka-puszta) в Венгрии, и руководил им до 1934 года. В Хорватию Серватци вернулся в апреле 1941 года, после провозглашения независимости НГХ.
В годы Второй мировой войны Серватци был командиром усташских формирований региона Лики, начальником личной охраны Павелича, в июне 1941 года был произведён в полковники. В ноябре 1944 года стал главой Гора-Пригорской жупании (образованной 5 июля 1944 г.). В начале 1945 года Серватци произведён в генералы. Во время Блайбургской бойни 15 мая 1945 года был арестован партизанами-титовцами. 17 июня 1945 года был по приговору суда расстрелян в Загребе как «военный преступник».